# 日本纪念日列表

以下是日本目前为止所有纪念日的一览表。这些节日中有一部分起源于杰出人物的名讳，也有一部分是某些重大事件的周年纪念日。当然，还有很大一部分得名于双关语。
本列表不包括日本法定节假日（如元旦和建国日；可参见日本公众假期条目）、传统节日（如节分和七夕）、个人纪念日（生日、结婚纪念日等）、地区性节日（如市纪念日等）及公司或商业机构以销售产品为目的而设立的一次性纪念日或实际上没有被利用过的纪念日。


## 一月份
| \| 1 \| 2 \| 3 \| 4 \| 5 \| 6 \| 7 \| \| 阿童木日（） \| \| 瞳孔日（） 私奔日（） \| 石头日（） \| 围棋日（） 草莓日（） \| 颜色日（） 奶油蛋糕日（） \| 剪指甲日[註 1]（） 一千日圓紙幣日（） \| \| 8 \| 9 \| 10 \| 11 \| 12 \| 13 \| 14 \| \| 国际邮件日（） 决战日（） \| 风邪日（） 顿悟日（） \| 110號碼日（） 明太子日（） \| 食盐日（） \| 滑雪日（） 樱岛日（） \| 烟草日（ \| 太郎與次郎日（） \| \| 15 \| 16 \| 17 \| 18 \| 19 \| 20 \| 21 \| \| 草莓日（） \| 禁酒日（） \| 防灾与志愿者日（日语：防災とボランティアの日）（） 御握日（） \| 118號碼日（日语：118番の日）（） 都營巴士纪念日（） 明历大火纪念日（） \| 扬声歌唱日（） 卡拉OK日（） \| 釣金龜日（） \| 料理节目（英语：Cook's Night Out）日（） \| \| 22 \| 23 \| 24 \| 25 \| 26 \| 27 \| 28 \| \| 爵士乐日（日语：ジャズの日）（） 咖喱日（） 飞船日（） \| 电子邮件日（） 八甲田山日（） 杏仁日（） \| 邮政制度颁布纪念日（） \| 日本最低气温纪念日（） 薄烤饼日（） 中華饅日（） 調職（日语：昌泰の変）日（） 悔罪谈和日（） \| 文化財防火日（日语：文化財防火デー）（） 停车收费码表日（） \| 国旗确定纪念日（） 求婚日（） \| 广告文案设计人日（） 乾衣机日（） \| \| 29 \| 30 \| 31 \| \| \| \| \| \| 昭和基地开设纪念日（） 小鎮資訊（日语：タウン情報誌）日（） \| 三分鐘电话日（） \| 人寿保险日（） 爱妻日（） \| \| \| \| \| |                                          |                               |                                                                            |                                     |                               |                                   |
| 1 | 2                                        | 3                             | 4                                                                          | 5                                   | 6                             | 7                                 |
| 阿童木日（） |                                          | 瞳孔日（） 私奔日（）         | 石头日（）                                                                 | 围棋日（） 草莓日（）               | 颜色日（） 奶油蛋糕日（）     | 剪指甲日（） 一千日圓紙幣日（）   |
| 8 | 9                                        | 10                            | 11                                                                         | 12                                  | 13                            | 14                                |
| 国际邮件日（） 决战日（） | 风邪日（） 顿悟日（）                    | 110號碼日（） 明太子日（）    | 食盐日（）                                                                 | 滑雪日（） 樱岛日（）               | 烟草日（                      | 太郎與次郎日（）                  |
| 15 | 16                                       | 17                            | 18                                                                         | 19                                  | 20                            | 21                                |
| 草莓日（） | 禁酒日（）                               | 防灾与志愿者日（） 御握日（） | 118號碼日（） 都營巴士纪念日（） 明历大火纪念日（）                        | 扬声歌唱日（） 卡拉OK日（）         | 釣金龜日（）                  | 料理节目日（）                    |
| 22 | 23                                       | 24                            | 25                                                                         | 26                                  | 27                            | 28                                |
| 爵士乐日（） 咖喱日（） 飞船日（） | 电子邮件日（） 八甲田山日（） 杏仁日（） | 邮政制度颁布纪念日（）        | 日本最低气温纪念日（） 薄烤饼日（） 中華饅日（） 調職日（） 悔罪谈和日（） | 文化財防火日（） 停车收费码表日（） | 国旗确定纪念日（） 求婚日（） | 广告文案设计人日（） 乾衣机日（） |
| 29 | 30                                       | 31                            |                                                                            |                                     |                               |                                   |
| 昭和基地开设纪念日（） 小鎮資訊日（） | 三分鐘电话日（）                         | 人寿保险日（） 爱妻日（）     |                                                                            |                                     |                               |                                   |

## 二月份
| \| 1 \| 2 \| 3 \| 4 \| 5 \| 6 \| 7 \| \| 电视放送纪念日（） 氣味（日语：ファブリーズ）日（） 光之美少女日（） \| 头痛日（） 雙馬尾日（） 唇日（） \| 大冈越前日（） 工笔画日（） \| 西方日（）[註 2] 银阁寺日（） 女士制服日（） Nissy日（） \| 职业棒球日（）< 皮卡丘日（） \| 海苔日（日语：海苔の日）（）[註 3] 抹茶日（） 博客日（） \| 北方领土日（） \| \| 8 \| 9 \| 10 \| 11 \| 12 \| 13 \| 14 \| \| 洛卡比里日（） 鸡日（日语：にわとりの日）（） \| 衣着日（） 福日（） 肉類日（日语：肉の日）（） \| 长笛日（） 毛衣日（） 蜂斗菜日（） 观剧日（） 太物（日语：太物）日（） \| 万岁日（） 小碗荞麦面（日语：わんこそば）日[註 4]（） \| 胸罩日（） 大雪橇日（） 速食咖哩（日语：レトルトカレー）日（） \| 银行抢劫日（） 體諒日（） 日本遺產日（） \| 情人节（） 巧克力日（） 煮干日（） 裈日（） \| \| 15 \| 16 \| 17 \| 18 \| 19 \| 20 \| 21 \| \| 春一番日（） \| 天气图纪念日（） 寒天日（） \| 天使低语纪念日（日语：天気図記念日）（） \| 航空郵件纪念日（） 反烟（日语：嫌煙）运动日（） \| 国际邮政联盟加盟纪念日（） 职业摔跤日（） \| 护照日（） 歌舞伎日（） 普選日（） 过敏日（） 零交通事故宣传日（） \| 日刊报纸《横浜毎日新聞（日语：横浜毎日新聞）》创刊日（） 《粮食管理法（日语：食糧管理法）》颁布纪念日（） 漱石日（） \| \| 22 \| 23 \| 24 \| 25 \| 26 \| 27 \| 28 \| \| 猫日（日语：猫の日）（） 餐具洗烘机日（） 忍者日（） 乃木坂46日（） 竹岛日（日语：竹島の日） （） 行政书士纪念日（） \| 稅務顧問纪念日（） 富士山日（） 风吕敷日（） \| 铁道罷工日（） 月光假面登场之日（） \| 晚报日（） 箱根用水（日语：深良用水）工程竣工纪念日（） \| 咸臨丸日（） 献血库开设纪念日（） \| 新選組日（） 羁绊日（） 宝可梦日（） \| 隨筆纪念日（） 饼干日（日语：ビスケットの日）（） 混账日（） 織部（日语：織部焼）日（） \| \| 29 \| \| \| \| \| \| \| \| 大蒜日（） 富士急行日（） 闰年肉日（）[註 5] 金肉人日（）[註 6] \| \| \| \| \| \| \| |                                              |                                                          |                                                    |                                           |                                                                    |                                                                            |
| 1 | 2                                            | 3                                                        | 4                                                  | 5                                         | 6                                                                  | 7                                                                          |
| 电视放送纪念日（） 氣味日（） 光之美少女日（） | 头痛日（） 雙馬尾日（） 唇日（）             | 大冈越前日（） 工笔画日（）                              | 西方日（） 银阁寺日（） 女士制服日（） Nissy日（） | 职业棒球日（）< 皮卡丘日（）              | 海苔日（） 抹茶日（） 博客日（）                                   | 北方领土日（）                                                             |
| 8 | 9                                            | 10                                                       | 11                                                 | 12                                        | 13                                                                 | 14                                                                         |
| 洛卡比里日（） 鸡日（） | 衣着日（） 福日（） 肉類日（）               | 长笛日（） 毛衣日（） 蜂斗菜日（） 观剧日（） 太物日（） | 万岁日（） 小碗荞麦面日（）                        | 胸罩日（） 大雪橇日（） 速食咖哩日（）    | 银行抢劫日（） 體諒日（） 日本遺產日（）                           | 情人节（） 巧克力日（） 煮干日（） 裈日（）                                |
| 15 | 16                                           | 17                                                       | 18                                                 | 19                                        | 20                                                                 | 21                                                                         |
| 春一番日（） | 天气图纪念日（） 寒天日（）                  | 天使低语纪念日（）                                       | 航空郵件纪念日（） 反烟运动日（）                  | 国际邮政联盟加盟纪念日（） 职业摔跤日（） | 护照日（） 歌舞伎日（） 普選日（） 过敏日（） 零交通事故宣传日（） | 日刊报纸《横浜毎日新聞》创刊日（） 《粮食管理法》颁布纪念日（） 漱石日（） |
| 22 | 23                                           | 24                                                       | 25                                                 | 26                                        | 27                                                                 | 28                                                                         |
| 猫日（） 餐具洗烘机日（） 忍者日（） 乃木坂46日（） 竹岛日 （） 行政书士纪念日（） | 稅務顧問纪念日（） 富士山日（） 风吕敷日（） | 铁道罷工日（） 月光假面登场之日（）                      | 晚报日（） 箱根用水工程竣工纪念日（）              | 咸臨丸日（） 献血库开设纪念日（）         | 新選組日（） 羁绊日（） 宝可梦日（）                               | 隨筆纪念日（） 饼干日（） 混账日（） 織部日（）                            |
| 29 |                                              |                                                          |                                                    |                                           |                                                                    |                                                                            |
| 大蒜日（） 富士急行日（） 闰年肉日（） 金肉人日（） |                                              |                                                          |                                                    |                                           |                                                                    |                                                                            |

## 四月份
| \| 1 \| 2 \| 3 \| 4 \| 5 \| 6 \| 7 \| \| 愚人节（） 《兒童福祉法》实行纪念日（） 《賣春防止法》实行纪念日（） 训练日（） 電話繩日（） \| 週刊誌（日语：週刊誌）日（） 牙齒矯正日（） \| 風獅爺日（） 菜豆日（） \| 狮日（） 馅饼日（） 跨性別人士日（） 零脂肪酸奶日（） \| 首秀日（） 理发日（） 橫街日（） \| 白色之日（） 城之日（） \| 偶像雀士四七牌（日语：アイドル雀士スーチーパイ）日（） 保健管理日（） \| \| 8 \| 9 \| 10 \| 11 \| 12 \| 13 \| 14 \| \| 参考书日（） 忠犬八公日（） 輪胎日（日语：タイヤの日）（） 摺紙祭之日（） 貝殼日（） \| 乡村音乐日（） 大佛日（） 泥水匠日（） \| 帆船日（） 四万十日（） 门扇日（） 水井日（） 零交通事故宣传日（） \| 米制公佈纪念日（日语：メートル法公布記念日）（） 勝利姿勢（日语：ガッツポーズ）日（） \| \| 決鬥日（） 喫茶店日（） \| 甜橙日（日语：オレンジデー）（） 柔道整复师日（） \| \| 15 \| 16 \| 17 \| 18 \| 19 \| 20 \| 21 \| \| 直升機日（） 遺囑日（） \| 女子马拉松日（） \| Hello Work（日语：公共職業安定所）日[註 7]（） 恐龙日（） \| 发明日（日语：発明の日）（） 香日（日语：お香の日）（） \| 地图日（） \| 通信纪念日（） 邮政纪念日（日语：逓信記念日）（） 女子大学日（） 青年海外互助队日（） \| 民营广播日（） \| \| 22 \| 23 \| 24 \| 25 \| 26 \| 27 \| 28 \| \| 清扫日（） 道之驛日（） \| 圣乔治日（） 儿童阅读日（） 自製啤酒（日语：クラフトビール）日（） \| 東京優駿·日本德比纪念日（） 植物学日（） \| 人行天桥日（） 拾金日（日语：一億円拾得事件）（） \| 羅馬浴場 好風呂日（日语：テルマエ・ロマエ よい風呂の日）（） \| 悍妇日（） 女警纪念日（） \| 舊金山和約纪念日（） 象日（） 老人日（） \| \| 29 \| 30 \| \| \| \| \| \| \| 羊肉日（） \| 图书馆纪念日（） \| \| \| \| \| \| |                                            |                                                                    |                                                       |                                  |                                                                   |                                          |
| 1 | 2                                          | 3                                                                  | 4                                                     | 5                                | 6                                                                 | 7                                        |
| 愚人节（） 《兒童福祉法》实行纪念日（） 《賣春防止法》实行纪念日（） 训练日（） 電話繩日（） | 週刊誌日（） 牙齒矯正日（）                | 風獅爺日（） 菜豆日（）                                            | 狮日（） 馅饼日（） 跨性別人士日（） 零脂肪酸奶日（） | 首秀日（） 理发日（） 橫街日（） | 白色之日（） 城之日（）                                           | 偶像雀士四七牌日（） 保健管理日（）      |
| 8 | 9                                          | 10                                                                 | 11                                                    | 12                               | 13                                                                | 14                                       |
| 参考书日（） 忠犬八公日（） 輪胎日（） 摺紙祭之日（） 貝殼日（） | 乡村音乐日（） 大佛日（） 泥水匠日（）     | 帆船日（） 四万十日（） 门扇日（） 水井日（） 零交通事故宣传日（） | 米制公佈纪念日（） 勝利姿勢日（）                     |                                  | 決鬥日（） 喫茶店日（）                                           | 甜橙日（） 柔道整复师日（）              |
| 15 | 16                                         | 17                                                                 | 18                                                    | 19                               | 20                                                                | 21                                       |
| 直升機日（） 遺囑日（） | 女子马拉松日（）                           | Hello Work日（） 恐龙日（）                                        | 发明日（） 香日（）                                   | 地图日（）                       | 通信纪念日（） 邮政纪念日（） 女子大学日（） 青年海外互助队日（） | 民营广播日（）                           |
| 22 | 23                                         | 24                                                                 | 25                                                    | 26                               | 27                                                                | 28                                       |
| 清扫日（） 道之驛日（） | 圣乔治日（） 儿童阅读日（） 自製啤酒日（） | 東京優駿·日本德比纪念日（） 植物学日（）                           | 人行天桥日（） 拾金日（）                             | 羅馬浴場 好風呂日（）            | 悍妇日（） 女警纪念日（）                                         | 舊金山和約纪念日（） 象日（） 老人日（） |
| 29 | 30                                         |                                                                    |                                                       |                                  |                                                                   |                                          |
| 羊肉日（） | 图书馆纪念日（）                           |                                                                    |                                                       |                                  |                                                                   |                                          |

## 五月份
| \| 1 \| 2 \| 3 \| 4 \| 5 \| 6 \| 7 \| \| 劳动节（） 红十字会创立纪念日（） 青春日（） 扇子日（） 铃兰日（） 立體音响日（） 词汇日（） \| 邮政储蓄日（） 交通广告日（） 铅笔紀念日（） 牙科医生纪念日（） \| 垃圾日（） \| 名片日（） 競艇日（） 彈珠汽水日（） 植物园日（） 綠宝石日（） \| 玩具日（） 裙帶菜日（） 自行车日（） 藥品日（） 拉霸機日（） \| COLOCOLO日[註 8]（） 橡膠日（） 可乐饼日（） \| 粉末日（） 博士日（） \| \| 8 \| 9 \| 10 \| 11 \| 12 \| 13 \| 14 \| \| 松树日（） 苦瓜日（） 御用之日（日语：御用の日）（） \| 冰淇淋日（） 黑板日（） 化妆日（） 悟空日（） \| 棉花日（） 爱鸟日（） 女僕日（） \| 長良川鸬鹚捕鱼开始日（） \| 看護日（日语：看護の日）/国际护士节（） 海上保安日（） 西印度櫻桃日（） \| 分手日（日语：メイストームデー）[註 9]（） 两文字演讲日（） \| \| \| 15 \| 16 \| 17 \| 18 \| 19 \| 20 \| 21 \| \| 沖繩返還纪念日（） 酸奶日（） 絲襪日（） 日本職業足球聯賽日（） \| 旅行日（） \| 旅行團日（） \| 言语日（） \| 拳击日（） 冠军日（） \| 罗马字日（） 森林日（） \| 小学开学日（） \| \| 22 \| 23 \| 24 \| 25 \| 26 \| 27 \| 28 \| \| 女童子軍日（） \| 接吻日[註 10]（） 情书日（） 顽疾日（） \| 高爾夫球場纪念日（） 伊達卷（日语：伊達巻）日（） \| 餐车日（） 廣辭苑纪念日（） \| 幸运区域日（） \| 勇者斗恶龙日（） 海軍纪念日（日语：広辞苑記念日）（） 百人一首日（） 小松菜日（） \| 高爾夫纪念日（） \| \| 29 \| 30 \| 31 \| 注：该月的第二个周日是母亲节。 \| 注：该月的第二个周日是母亲节。 \| 注：该月的第二个周日是母亲节。 \| 注：该月的第二个周日是母亲节。 \| \| 吴服日（） 蒟蒻日（） \| 消费者日（） 环境美化日（日语：ごみゼロの日）（） 吸尘器日（） \| \| 注：该月的第二个周日是母亲节。 \| 注：该月的第二个周日是母亲节。 \| 注：该月的第二个周日是母亲节。 \| 注：该月的第二个周日是母亲节。 \| |                                                                 |                                   |                                                                |                                                              |                                                             |                                |
| 1 | 2                                                               | 3                                 | 4                                                              | 5                                                            | 6                                                           | 7                              |
| 劳动节（） 红十字会创立纪念日（） 青春日（） 扇子日（） 铃兰日（） 立體音响日（） 词汇日（） | 邮政储蓄日（） 交通广告日（） 铅笔紀念日（） 牙科医生纪念日（） | 垃圾日（）                        | 名片日（） 競艇日（） 彈珠汽水日（） 植物园日（） 綠宝石日（） | 玩具日（） 裙帶菜日（） 自行车日（） 藥品日（） 拉霸機日（） | COLOCOLO日（） 橡膠日（） 可乐饼日（）                      | 粉末日（） 博士日（）          |
| 8 | 9                                                               | 10                                | 11                                                             | 12                                                           | 13                                                          | 14                             |
| 松树日（） 苦瓜日（） 御用之日（） | 冰淇淋日（） 黑板日（） 化妆日（） 悟空日（）                   | 棉花日（） 爱鸟日（） 女僕日（）  | 長良川鸬鹚捕鱼开始日（）                                       | 看護日/国际护士节（） 海上保安日（） 西印度櫻桃日（）        | 分手日（） 两文字演讲日（）                                 |                                |
| 15 | 16                                                              | 17                                | 18                                                             | 19                                                           | 20                                                          | 21                             |
| 沖繩返還纪念日（） 酸奶日（） 絲襪日（） 日本職業足球聯賽日（） | 旅行日（）                                                      | 旅行團日（）                      | 言语日（）                                                     | 拳击日（） 冠军日（）                                        | 罗马字日（） 森林日（）                                     | 小学开学日（）                 |
| 22 | 23                                                              | 24                                | 25                                                             | 26                                                           | 27                                                          | 28                             |
| 女童子軍日（） | 接吻日（） 情书日（） 顽疾日（）                                | 高爾夫球場纪念日（） 伊達卷日（） | 餐车日（） 廣辭苑纪念日（）                                    | 幸运区域日（）                                               | 勇者斗恶龙日（） 海軍纪念日（） 百人一首日（） 小松菜日（） | 高爾夫纪念日（）               |
| 29 | 30                                                              | 31                                | 注：该月的第二个周日是母亲节。                                 | 注：该月的第二个周日是母亲节。                               | 注：该月的第二个周日是母亲节。                              | 注：该月的第二个周日是母亲节。 |
| 吴服日（） 蒟蒻日（） | 消费者日（） 环境美化日（） 吸尘器日（）                        |                                   | 注：该月的第二个周日是母亲节。                                 | 注：该月的第二个周日是母亲节。                               | 注：该月的第二个周日是母亲节。                              | 注：该月的第二个周日是母亲节。 |

## 六月份
| \| 1 \| 2 \| 3 \| 4 \| 5 \| 6 \| 7 \| \| 气象纪念日（） 电波日（日语：電波の日）（） 景观日（日语：景観の日） （） 照片日（日语：写真の日）（） 麥茶日（） 口香糖日（） 冰日（） 珍珠日（） 徽章日（） 螺钉日（） 人權擁護委員（日语：人権擁護委員）日（） 夏之管日（） 世界牛乳日（） \| 街巷日（） 背叛日（） \| 测量日（日语：測量の日）（） 姆明日（） 杰罗明日（日语：ケロミンの日）（） 雲仙普贤岳祈禱日（） \| 昆虫日（） \| \| 助聽器日（） 傳統音樂日（） 乐器日（） 梅日（） 青蛙日（） 兄长日（） \| 母亲大会纪念日（） 外傷性頸部症候群（日语：外傷性頸部症候群）治疗日（） \| \| 8 \| 9 \| 10 \| 11 \| 12 \| 13 \| 14 \| \| \| 锁鑰日（） \| 守时观念倡导纪念日（） 路面電車日（） 商工會日（） 步行街日（） 奶糖日（） \| 国立银行设立日[註 11]（） 防雨检查日（） \| 義賣纪念日（） \| 铁人日（） FM纪念日（） 关切日（） 隼鳥號日（） 好蘘荷日（） \| \| \| 15 \| 16 \| 17 \| 18 \| 19 \| 20 \| 21 \| \| 信用金库（日语：信用金庫）日（） 仲夏问候（日语：暑中見舞い）日（） 鹦鹉日（） 米百表日（） \| 和菓子日（日语：和菓子の日）（） 山藥泥麥飯日（日语：麦とろの日）（） \| 有线电视日（） 无重力日（） 太空侵略者日（） \| 移民海外日（） \| 年號日（） 朗读日（） 浪漫日（） \| 辣薄荷日（） \| 小吃日（） \| \| 22 \| 23 \| 24 \| 25 \| 26 \| 27 \| 28 \| \| 螃蟹日（） 保龄球日（） \| 冲绳战役阵亡将士慰灵日（日语：慰霊の日）（） \| \| 住宅日（） \| 露天風呂日（） 定向運動日（） 国民宪章签署纪念日（） \| 演讲日（） 日照权（日语：日照権）日[註 12]（） 女性雜誌日（） 散寿司日（） 媒体素养日（） 快樂家事日（） \| 贸易纪念日（） 芭菲日（） \| \| 29 \| 30 \| 注： 1. 该月第三个周日是父亲节； 2. 该月的夏至日也被称作“烛光日”。 \| 注： 1. 该月第三个周日是父亲节； 2. 该月的夏至日也被称作“烛光日”。 \| 注： 1. 该月第三个周日是父亲节； 2. 该月的夏至日也被称作“烛光日”。 \| 注： 1. 该月第三个周日是父亲节； 2. 该月的夏至日也被称作“烛光日”。 \| 注： 1. 该月第三个周日是父亲节； 2. 该月的夏至日也被称作“烛光日”。 \| \| 披頭士纪念日（） 佃煮日（） \| 集团疏散日（） \| 注： 1. 该月第三个周日是父亲节； 2. 该月的夏至日也被称作“烛光日”。 \| 注： 1. 该月第三个周日是父亲节； 2. 该月的夏至日也被称作“烛光日”。 \| 注： 1. 该月第三个周日是父亲节； 2. 该月的夏至日也被称作“烛光日”。 \| 注： 1. 该月第三个周日是父亲节； 2. 该月的夏至日也被称作“烛光日”。 \| 注： 1. 该月第三个周日是父亲节； 2. 该月的夏至日也被称作“烛光日”。 \| |                               |                                                                            |                                                                    |                                                                    |                                                                                   |                                                                    |
| 1 | 2                             | 3                                                                          | 4                                                                  | 5                                                                  | 6                                                                                 | 7                                                                  |
| 气象纪念日（） 电波日（） 景观日 （） 照片日（） 麥茶日（） 口香糖日（） 冰日（） 珍珠日（） 徽章日（） 螺钉日（） 人權擁護委員日（） 夏之管日（） 世界牛乳日（） | 街巷日（） 背叛日（）         | 测量日（） 姆明日（） 杰罗明日（） 雲仙普贤岳祈禱日（）                    | 昆虫日（）                                                         |                                                                    | 助聽器日（） 傳統音樂日（） 乐器日（） 梅日（） 青蛙日（） 兄长日（）             | 母亲大会纪念日（） 外傷性頸部症候群治疗日（）                      |
| 8 | 9                             | 10                                                                         | 11                                                                 | 12                                                                 | 13                                                                                | 14                                                                 |
| | 锁鑰日（）                    | 守时观念倡导纪念日（） 路面電車日（） 商工會日（） 步行街日（） 奶糖日（） | 国立银行设立日（） 防雨检查日（）                                  | 義賣纪念日（）                                                     | 铁人日（） FM纪念日（） 关切日（） 隼鳥號日（） 好蘘荷日（）                      |                                                                    |
| 15 | 16                            | 17                                                                         | 18                                                                 | 19                                                                 | 20                                                                                | 21                                                                 |
| 信用金库日（） 仲夏问候日（） 鹦鹉日（） 米百表日（） | 和菓子日（） 山藥泥麥飯日（） | 有线电视日（） 无重力日（） 太空侵略者日（）                               | 移民海外日（）                                                     | 年號日（） 朗读日（） 浪漫日（）                                   | 辣薄荷日（）                                                                      | 小吃日（）                                                         |
| 22 | 23                            | 24                                                                         | 25                                                                 | 26                                                                 | 27                                                                                | 28                                                                 |
| 螃蟹日（） 保龄球日（） | 冲绳战役阵亡将士慰灵日（）    |                                                                            | 住宅日（）                                                         | 露天風呂日（） 定向運動日（） 国民宪章签署纪念日（）               | 演讲日（） 日照权日（） 女性雜誌日（） 散寿司日（） 媒体素养日（） 快樂家事日（） | 贸易纪念日（） 芭菲日（）                                          |
| 29 | 30                            | 注： 1. 该月第三个周日是父亲节； 2. 该月的夏至日也被称作“烛光日”。         | 注： 1. 该月第三个周日是父亲节； 2. 该月的夏至日也被称作“烛光日”。 | 注： 1. 该月第三个周日是父亲节； 2. 该月的夏至日也被称作“烛光日”。 | 注： 1. 该月第三个周日是父亲节； 2. 该月的夏至日也被称作“烛光日”。                | 注： 1. 该月第三个周日是父亲节； 2. 该月的夏至日也被称作“烛光日”。 |
| 披頭士纪念日（） 佃煮日（） | 集团疏散日（）                | 注： 1. 该月第三个周日是父亲节； 2. 该月的夏至日也被称作“烛光日”。         | 注： 1. 该月第三个周日是父亲节； 2. 该月的夏至日也被称作“烛光日”。 | 注： 1. 该月第三个周日是父亲节； 2. 该月的夏至日也被称作“烛光日”。 | 注： 1. 该月第三个周日是父亲节； 2. 该月的夏至日也被称作“烛光日”。                | 注： 1. 该月第三个周日是父亲节； 2. 该月的夏至日也被称作“烛光日”。 |

## 七月份
| \| 1 \| 2 \| 3 \| 4 \| 5 \| 6 \| 7 \| \| 国民安全日（日语：国民安全の日）（） 童谣日（） 建筑师日（） 專利代理人日（日语：弁理士の日）（） 邮政编碼纪念日（） 更生保护（日语：更生保護）日（） 银行日（） 导航日（） \| UNESCO加盟纪念日（） 鮑魚刷日（） \| 軟雪糕日（） 波浪日（） 通天閣日（） \| 梨日（） \| 江戶切子（日语：江戸切子）日（） 海鳗日（日语：穴子の日）（） \| 會計師日（） 零式战机日（） \| 河流日（） 可爾必思日（） 冷中華日（） 馬尾辫日（） 浴衣日（） 藍靛果日（） \| \| 8 \| 9 \| 10 \| 11 \| 12 \| 13 \| 14 \| \| 那霸日（） 典當行日（） 搭讪日（） \| 过山车日（） \| 納豆日（） 奥特曼日（） 雪白菇日（） \| 拉面日（） \| 健康檢查日（） \| 全国标准时间确定纪念日（） 神魔小说纪念日（） Nice日（） 两文字演讲日（） 尊重生命日（日语：生命尊重の日）（） \| 检疫纪念日（） 招聘广告（日语：求人広告）日（） \| \| 15 \| 16 \| 17 \| 18 \| 19 \| 20 \| 21 \| \| Famicom日（） \| 鐵路便當纪念日（） 国土交通日（日语：国土交通Day）（） \| 东京日（日语：東京の日）（） \| 光化學煙霧日（） \| 女性大臣日（） 黄金时代杯（日语：1975年の広島東洋カープ）开幕纪念日 \| 勤劳青年日（） 漢堡日（） T恤日（） 修学旅行日（） \| 自然公园日（） \| \| 22 \| 23 \| 24 \| 25 \| 26 \| 27 \| 28 \| \| 坚果日（） 海贼王日（） \| 邮政推广日（日语：ふみの日）[註 13]（） 米骚乱事件纪念日（） \| 画剧日（） \| 最高气温纪念日（） 鲜味调料日[註 14]（） 刨冰日（） \| 幽灵日（） \| 西瓜日（） \| 葉菜日（） 浪速日（） 冷藏库纪念日（） 地名日（） \| \| 29 \| 30 \| 31 \| 注： 1. 本月第四个周日是亲子日。 2. 本月5日也是日本纪念日协会创立纪念日。 \| 注： 1. 本月第四个周日是亲子日。 2. 本月5日也是日本纪念日协会创立纪念日。 \| 注： 1. 本月第四个周日是亲子日。 2. 本月5日也是日本纪念日协会创立纪念日。 \| 注： 1. 本月第四个周日是亲子日。 2. 本月5日也是日本纪念日协会创立纪念日。 \| \| 业余无线电通信恢复纪念日（日语：米騒動の日）（） 白出汁（日语：白だし）日（） \| 干酸梅日（） \| 留聲機日（） 回声号列车日（） 滑翔伞日（） \| 注： 1. 本月第四个周日是亲子日。 2. 本月5日也是日本纪念日协会创立纪念日。 \| 注： 1. 本月第四个周日是亲子日。 2. 本月5日也是日本纪念日协会创立纪念日。 \| 注： 1. 本月第四个周日是亲子日。 2. 本月5日也是日本纪念日协会创立纪念日。 \| 注： 1. 本月第四个周日是亲子日。 2. 本月5日也是日本纪念日协会创立纪念日。 \| |                                     |                                            |                                                                           |                                                                           |                                                                                          |                                                                             |
| 1 | 2                                   | 3                                          | 4                                                                         | 5                                                                         | 6                                                                                        | 7                                                                           |
| 国民安全日（） 童谣日（） 建筑师日（） 專利代理人日（） 邮政编碼纪念日（） 更生保护日（） 银行日（） 导航日（） | UNESCO加盟纪念日（） 鮑魚刷日（）   | 軟雪糕日（） 波浪日（） 通天閣日（）       | 梨日（）                                                                  | 江戶切子日（） 海鳗日（）                                                 | 會計師日（） 零式战机日（）                                                              | 河流日（） 可爾必思日（） 冷中華日（） 馬尾辫日（） 浴衣日（） 藍靛果日（） |
| 8 | 9                                   | 10                                         | 11                                                                        | 12                                                                        | 13                                                                                       | 14                                                                          |
| 那霸日（） 典當行日（） 搭讪日（） | 过山车日（）                        | 納豆日（） 奥特曼日（） 雪白菇日（）       | 拉面日（）                                                                | 健康檢查日（）                                                            | 全国标准时间确定纪念日（） 神魔小说纪念日（） Nice日（） 两文字演讲日（） 尊重生命日（） | 检疫纪念日（） 招聘广告日（）                                               |
| 15 | 16                                  | 17                                         | 18                                                                        | 19                                                                        | 20                                                                                       | 21                                                                          |
| Famicom日（） | 鐵路便當纪念日（） 国土交通日（）   | 东京日（）                                 | 光化學煙霧日（）                                                          | 女性大臣日（） 黄金时代杯开幕纪念日                                       | 勤劳青年日（） 漢堡日（） T恤日（） 修学旅行日（）                                       | 自然公园日（）                                                              |
| 22 | 23                                  | 24                                         | 25                                                                        | 26                                                                        | 27                                                                                       | 28                                                                          |
| 坚果日（） 海贼王日（） | 邮政推广日（） 米骚乱事件纪念日（） | 画剧日（）                                 | 最高气温纪念日（） 鲜味调料日（） 刨冰日（）                              | 幽灵日（）                                                                | 西瓜日（）                                                                               | 葉菜日（） 浪速日（） 冷藏库纪念日（） 地名日（）                           |
| 29 | 30                                  | 31                                         | 注： 1. 本月第四个周日是亲子日。 2. 本月5日也是日本纪念日协会创立纪念日。 | 注： 1. 本月第四个周日是亲子日。 2. 本月5日也是日本纪念日协会创立纪念日。 | 注： 1. 本月第四个周日是亲子日。 2. 本月5日也是日本纪念日协会创立纪念日。                | 注： 1. 本月第四个周日是亲子日。 2. 本月5日也是日本纪念日协会创立纪念日。   |
| 业余无线电通信恢复纪念日（） 白出汁日（） | 干酸梅日（）                        | 留聲機日（） 回声号列车日（） 滑翔伞日（） | 注： 1. 本月第四个周日是亲子日。 2. 本月5日也是日本纪念日协会创立纪念日。 | 注： 1. 本月第四个周日是亲子日。 2. 本月5日也是日本纪念日协会创立纪念日。 | 注： 1. 本月第四个周日是亲子日。 2. 本月5日也是日本纪念日协会创立纪念日。                | 注： 1. 本月第四个周日是亲子日。 2. 本月5日也是日本纪念日协会创立纪念日。   |

## 八月份
| \| 1 \| 2 \| 3 \| 4 \| 5 \| 6 \| 7 \| \| 水日（日语：水の日）（） 观光日（） 肺日（） 夏季节能减排普及日（日语：夏の省エネ総点検の日）（） 菠蘿日（） 麻将日（） \| 内褲日（） 香草日（） 博多人形（日语：博多人形）日（） 反骚扰日（） \| 人字拖日（） 蜂蜜日（） 共创未来日（） \| 桥梁日（） 筷箸日（） \| 箱盒日（） 的士日（） Hardcore日（） 山炊日（） 电脑工房日[註 15]（） \| 广岛市原子弹爆炸哀悼日（） 业余无线电爱好者日（） 火腿日（） 腮鼠日（） \| 鼻日（日语：鼻の日）（） 花绽日（） 香蕉日（） \| \| 8 \| 9 \| 10 \| 11 \| 12 \| 13 \| 14 \| \| 富士電視台日（） 算盘日（） 鬍鬚日（） 葫芦日（） 屋顶日（） 泡泡纸日（） 青汁日（） \| 長崎市原子彈爆炸哀悼日（） 棒球日（） 草药日（） 针灸按摩日（） 擁抱日（） 停車場日（） 电脑急救日（） 电脑检定（日语：パソコン検定）日（） 巴哥犬日（） 反中共日（） \| 公路日（） 住处日（） 帽子日（） 心日（） \| 体育转播日（） 網聚纪念日（） \| 国歌日（） \| 函館夜景日（） 品读日（） \| 专卖特许之日（） \| \| 15 \| 16 \| 17 \| 18 \| 19 \| 20 \| 21 \| \| 終戰之日（） \| 電子漫画日（日语：電子コミックの日）（） \| 凤梨日（） 职业棒球夜间比赛纪念日（） \| 高中棒球纪念日（） \| 摩托車日（） 俳句日（） 排球日（） \| 毛发日（） 蚊子日（） \| 噴泉日（） 献血纪念日（） 女大学生日（日语：女子大生の日）（） \| \| 22 \| 23 \| 24 \| 25 \| 26 \| 27 \| 28 \| \| 路面電車日（） \| 白虎隊日（） \| 龐貝覆灭纪念日（） \| 即食麵纪念日（） \| 彩虹大橋日（） Power Pro日（）[註 16] \| 寅次郎日（） \| 民营电视台创立纪念日（） 小提琴日（） 商标特征（日语：キャラディネート）日[註 17] \| \| 29 \| 30 \| 31 \| 注：本月的最后一个星期日也是泉州毛巾日。 \| 注：本月的最后一个星期日也是泉州毛巾日。 \| 注：本月的最后一个星期日也是泉州毛巾日。 \| 注：本月的最后一个星期日也是泉州毛巾日。 \| \| 烧肉日（） 纜車日（） \| 冒險家日（） \| 蔬菜日（） 大正天皇诞辰（） \| 注：本月的最后一个星期日也是泉州毛巾日。 \| 注：本月的最后一个星期日也是泉州毛巾日。 \| 注：本月的最后一个星期日也是泉州毛巾日。 \| 注：本月的最后一个星期日也是泉州毛巾日。 \| | |                                           |                                          |                                                                |                                                                         |                                                  |
| 1 | 2 | 3                                         | 4                                        | 5                                                              | 6                                                                       | 7                                                |
| 水日（） 观光日（） 肺日（） 夏季节能减排普及日（） 菠蘿日（） 麻将日（） | 内褲日（） 香草日（） 博多人形日（） 反骚扰日（）                                                                                               | 人字拖日（） 蜂蜜日（） 共创未来日（）    | 桥梁日（） 筷箸日（）                    | 箱盒日（） 的士日（） Hardcore日（） 山炊日（） 电脑工房日（） | 广岛市原子弹爆炸哀悼日（） 业余无线电爱好者日（） 火腿日（） 腮鼠日（） | 鼻日（） 花绽日（） 香蕉日（）                   |
| 8 | 9 | 10                                        | 11                                       | 12                                                             | 13                                                                      | 14                                               |
| 富士電視台日（） 算盘日（） 鬍鬚日（） 葫芦日（） 屋顶日（） 泡泡纸日（） 青汁日（） | 長崎市原子彈爆炸哀悼日（） 棒球日（） 草药日（） 针灸按摩日（） 擁抱日（） 停車場日（） 电脑急救日（） 电脑检定日（） 巴哥犬日（） 反中共日（） | 公路日（） 住处日（） 帽子日（） 心日（） | 体育转播日（） 網聚纪念日（）            | 国歌日（）                                                     | 函館夜景日（） 品读日（）                                               | 专卖特许之日（）                                 |
| 15 | 16 | 17                                        | 18                                       | 19                                                             | 20                                                                      | 21                                               |
| 終戰之日（） | 電子漫画日（） | 凤梨日（） 职业棒球夜间比赛纪念日（）     | 高中棒球纪念日（）                       | 摩托車日（） 俳句日（） 排球日（）                             | 毛发日（） 蚊子日（）                                                   | 噴泉日（） 献血纪念日（） 女大学生日（）         |
| 22 | 23 | 24                                        | 25                                       | 26                                                             | 27                                                                      | 28                                               |
| 路面電車日（） | 白虎隊日（） | 龐貝覆灭纪念日（）                        | 即食麵纪念日（）                         | 彩虹大橋日（） Power Pro日（）                                 | 寅次郎日（）                                                            | 民营电视台创立纪念日（） 小提琴日（） 商标特征日 |
| 29 | 30 | 31                                        | 注：本月的最后一个星期日也是泉州毛巾日。 | 注：本月的最后一个星期日也是泉州毛巾日。                       | 注：本月的最后一个星期日也是泉州毛巾日。                                | 注：本月的最后一个星期日也是泉州毛巾日。         |
| 烧肉日（） 纜車日（） | 冒險家日（） | 蔬菜日（） 大正天皇诞辰（）               | 注：本月的最后一个星期日也是泉州毛巾日。 | 注：本月的最后一个星期日也是泉州毛巾日。                       | 注：本月的最后一个星期日也是泉州毛巾日。                                | 注：本月的最后一个星期日也是泉州毛巾日。         |

## 九月份
| \| 1 \| 2 \| 3 \| 4 \| 5 \| 6 \| 7 \| \| 防灾日（日语：防災の日）（） 奇異果日（） \| 彩票日（日语：宝くじの日）（） 那須鹽原市牛奶日（） \| 好睡日（日语：ベッドの日）（） 全壘打纪念日（） 业余棒球日（） \| 梳栉日（） 古典音乐日（） \| 煤日（） 国民荣誉奖日（） \| 黑色日（） 黑絲襪日（） 黑豆日（） 妹妹日（日语：妹の日）（） \| 清洁剂日（） 廣告歌曲纪念日（） \| \| 8 \| 9 \| 10 \| 11 \| 12 \| 13 \| 14 \| \| KREVA（日语：クレバ）日（）[註 18] \| 急救日（） 温泉日（） 巧罗Q日（） 乘法表日（） 玉米花日（） \| 弓道日（） 全国下水道促進日（） 下水道日（日语：下水道の日）（） 户外广告日（） 信用卡日（） \| 警方咨询日（） 公共电话日（） \| 宇宙日（日语：宇宙の日）（） \| 司法保护纪念日（） \| 男性情人节（）[註 19] \| \| 15 \| 16 \| 17 \| 18 \| 19 \| 20 \| 21 \| \| 老人日（） 羊栖菜日（） \| 賽馬日（） \| 單軌开通纪念日（） \| 蘿蔔嬰日（） 島言葉日（） \| 姓氏日（） \| 天空日（） 巴士日（） 小布袋日（） \| 時裝秀日（） \| \| 22 \| 23 \| 24 \| 25 \| 26 \| 27 \| 28 \| \| 孤兒院日（） \| 不動產日（） 钢笔日（） \| 清扫日（） \| 10日元咖喱纪念日（） \| 文字处理器日（） \| \| 个人电脑纪念日（） \| \| 29 \| 30 \| 注：本月的第三个周六是小猫熊日。（） \| 注：本月的第三个周六是小猫熊日。（） \| 注：本月的第三个周六是小猫熊日。（） \| 注：本月的第三个周六是小猫熊日。（） \| 注：本月的第三个周六是小猫熊日。（） \| \| 洗衣日（） 招財貓日（） 黏合剂日（） \| 核桃日（） 吊车日（） \| 注：本月的第三个周六是小猫熊日。（） \| 注：本月的第三个周六是小猫熊日。（） \| 注：本月的第三个周六是小猫熊日。（） \| 注：本月的第三个周六是小猫熊日。（） \| 注：本月的第三个周六是小猫熊日。（） \| |                                                             |                                                                          |                                      |                                      |                                               |                                      |
| 1 | 2                                                           | 3                                                                        | 4                                    | 5                                    | 6                                             | 7                                    |
| 防灾日（） 奇異果日（） | 彩票日（） 那須鹽原市牛奶日（）                             | 好睡日（） 全壘打纪念日（） 业余棒球日（）                               | 梳栉日（） 古典音乐日（）            | 煤日（） 国民荣誉奖日（）            | 黑色日（） 黑絲襪日（） 黑豆日（） 妹妹日（） | 清洁剂日（） 廣告歌曲纪念日（）      |
| 8 | 9                                                           | 10                                                                       | 11                                   | 12                                   | 13                                            | 14                                   |
| KREVA日（） | 急救日（） 温泉日（） 巧罗Q日（） 乘法表日（） 玉米花日（） | 弓道日（） 全国下水道促進日（） 下水道日（） 户外广告日（） 信用卡日（） | 警方咨询日（） 公共电话日（）        | 宇宙日（）                           | 司法保护纪念日（）                            | 男性情人节（）                       |
| 15 | 16                                                          | 17                                                                       | 18                                   | 19                                   | 20                                            | 21                                   |
| 老人日（） 羊栖菜日（） | 賽馬日（）                                                  | 單軌开通纪念日（）                                                       | 蘿蔔嬰日（） 島言葉日（）            | 姓氏日（）                           | 天空日（） 巴士日（） 小布袋日（）            | 時裝秀日（）                         |
| 22 | 23                                                          | 24                                                                       | 25                                   | 26                                   | 27                                            | 28                                   |
| 孤兒院日（） | 不動產日（） 钢笔日（）                                     | 清扫日（）                                                               | 10日元咖喱纪念日（）                 | 文字处理器日（）                     |                                               | 个人电脑纪念日（）                   |
| 29 | 30                                                          | 注：本月的第三个周六是小猫熊日。（）                                     | 注：本月的第三个周六是小猫熊日。（） | 注：本月的第三个周六是小猫熊日。（） | 注：本月的第三个周六是小猫熊日。（）          | 注：本月的第三个周六是小猫熊日。（） |
| 洗衣日（） 招財貓日（） 黏合剂日（） | 核桃日（） 吊车日（）                                       | 注：本月的第三个周六是小猫熊日。（）                                     | 注：本月的第三个周六是小猫熊日。（） | 注：本月的第三个周六是小猫熊日。（） | 注：本月的第三个周六是小猫熊日。（）          | 注：本月的第三个周六是小猫熊日。（） |

## 十月份
| \| 1 \| 2 \| 3 \| 4 \| 5 \| 6 \| 7 \| \| 普法日（） 印章日（） 日本酒日（） 眼鏡日（） 香水日（） 设计日（） 护理用品日（） 净化槽（日语：浄化槽）日（） 电动工具日（） 国际音乐日（） \| 豆腐日（） 望远镜日（） \| 登山日（） 麵包超人（） \| 沙丁魚日（日语：いわしの日）（） 天使日[註 20]（） 陶器日（） 監護人日（） 城市景观日（） 寻物日（） 證券投资日（日语：証券投資の日）（） \| 公共交通時刻表纪念日（） 柠檬日（） 折纸供養日（） 音乐艺术日（） 整合医学日（） \| 国际合作日（） \| 推理纪念日（） \| \| 8 \| 9 \| 10 \| 11 \| 12 \| 13 \| 14 \| \| 木材日（） 假牙日（） 足袋日（） 激光唱片日（） 关节日（） 烤饭团日（） \| 货车日（） 補習班日（） 道具日（） 土偶日（） 代金券日（日语：金券の日）（） 共同守護口罩日（日语：共に守るマスクの日）（） \| 生命感恩日（） 护眼日（） 垂钓日（） 鮪魚日（） 罐头日（） 冷冻面日（） 澡堂日（） 運動裝日（） TOTO日 JUJU日 鼓乐日（） 被褥日（） \| 铁道安全检查日（） 眨單眼日（） \| 石油器械检查日（） \| 番薯日（） 搬家日（） 麻醉日（） \| 铁道日（日语：鉄道の日）（） \| \| 15 \| 16 \| 17 \| 18 \| 19 \| 20 \| 21 \| \| 互助日（） 蘑菇日（） 草鞋日（） \| 老板日（） \| 储蓄日（日语：貯蓄の日）（） 供水水道日（） 冲绳面条日（） 卡拉OK文化节（） 秦野名水（日语：秦野盆地）日（） \| 木造住宅日（） 统计日（日语：統計の日）（） 急凍食品日（日语：冷凍食品の日）（） 迷你裙日（） 呼拉圈日（） \| 大甩卖日（） 海外旅行日（） 遗产日（） \| 回收日（） 報紙廣告日（） 头发日（） \| 电灯日（） \| \| 22 \| 23 \| 24 \| 25 \| 26 \| 27 \| 28 \| \| 方言日（） 絹婚纪念日[註 21]（） 平安迁都日（）[註 22] 動漫日（） \| 电信电话纪念日（日语：電信電話記念日）（） 津軽方言日（日语：津軽弁の日）（） \| 2×4施工（日语：木造枠組壁構法）日（） 文鸟日（） \| 要求日（） 民航纪念日（） \| 原子力日（） 马戏日（） \| 读书日（） 世界新纪录日（） \| 速记纪念日（） 反韩日（） \| \| 29 \| 30 \| 31 \| 注：本月第三个周日是孙辈日。 \| 注：本月第三个周日是孙辈日。 \| 注：本月第三个周日是孙辈日。 \| 注：本月第三个周日是孙辈日。 \| \| 家庭劇院纪念日（） 手套日（） \| 初恋日（） 减少食品浪费日（） \| 日本茶日（） 煤气日（） 彩陶日（） \| 注：本月第三个周日是孙辈日。 \| 注：本月第三个周日是孙辈日。 \| 注：本月第三个周日是孙辈日。 \| 注：本月第三个周日是孙辈日。 \| |                                                                               | |                                                                                          |                                                                                  |                                      |                              |
| 1 | 2                                                                             | 3 | 4                                                                                        | 5                                                                                | 6                                    | 7                            |
| 普法日（） 印章日（） 日本酒日（） 眼鏡日（） 香水日（） 设计日（） 护理用品日（） 净化槽日（） 电动工具日（） 国际音乐日（） | 豆腐日（） 望远镜日（）                                                       | 登山日（） 麵包超人（） | 沙丁魚日（） 天使日（） 陶器日（） 監護人日（） 城市景观日（） 寻物日（） 證券投资日（） | 公共交通時刻表纪念日（） 柠檬日（） 折纸供養日（） 音乐艺术日（） 整合医学日（） | 国际合作日（）                       | 推理纪念日（）               |
| 8 | 9                                                                             | 10 | 11                                                                                       | 12                                                                               | 13                                   | 14                           |
| 木材日（） 假牙日（） 足袋日（） 激光唱片日（） 关节日（） 烤饭团日（） | 货车日（） 補習班日（） 道具日（） 土偶日（） 代金券日（） 共同守護口罩日（） | 生命感恩日（） 护眼日（） 垂钓日（） 鮪魚日（） 罐头日（） 冷冻面日（） 澡堂日（） 運動裝日（） TOTO日 JUJU日 鼓乐日（） 被褥日（） | 铁道安全检查日（） 眨單眼日（）                                                          | 石油器械检查日（）                                                               | 番薯日（） 搬家日（） 麻醉日（）     | 铁道日（）                   |
| 15 | 16                                                                            | 17 | 18                                                                                       | 19                                                                               | 20                                   | 21                           |
| 互助日（） 蘑菇日（） 草鞋日（） | 老板日（）                                                                    | 储蓄日（） 供水水道日（） 冲绳面条日（） 卡拉OK文化节（） 秦野名水日（）                                                            | 木造住宅日（） 统计日（） 急凍食品日（） 迷你裙日（） 呼拉圈日（）                       | 大甩卖日（） 海外旅行日（） 遗产日（）                                           | 回收日（） 報紙廣告日（） 头发日（） | 电灯日（）                   |
| 22 | 23                                                                            | 24 | 25                                                                                       | 26                                                                               | 27                                   | 28                           |
| 方言日（） 絹婚纪念日（） 平安迁都日（） 動漫日（） | 电信电话纪念日（） 津軽方言日（）                                             | 2×4施工日（） 文鸟日（） | 要求日（） 民航纪念日（）                                                                | 原子力日（） 马戏日（）                                                          | 读书日（） 世界新纪录日（）          | 速记纪念日（） 反韩日（）    |
| 29 | 30                                                                            | 31 | 注：本月第三个周日是孙辈日。                                                             | 注：本月第三个周日是孙辈日。                                                     | 注：本月第三个周日是孙辈日。         | 注：本月第三个周日是孙辈日。 |
| 家庭劇院纪念日（） 手套日（） | 初恋日（） 减少食品浪费日（）                                                 | 日本茶日（） 煤气日（） 彩陶日（）                                                                                                  | 注：本月第三个周日是孙辈日。                                                             | 注：本月第三个周日是孙辈日。                                                     | 注：本月第三个周日是孙辈日。         | 注：本月第三个周日是孙辈日。 |

## 十一月份
| \| 1 \| 2 \| 3 \| 4 \| 5 \| 6 \| 7 \| \| 犬日（） 红茶日（） 玄米茶日（） 泡盛日（） 寿司日（） 地毯日（） [燈台纪念日（日语：ホームビデオ記念日）（） 度量纪念日（） 盲文纪念日（） 自卫队纪念日（） 古典日（日语：古典の日）（） 肉腸日（） \| 阪神虎纪念日（） 连裤袜日（） \| 文具日（） 唱片日（） 手絹日（） 哥斯拉日（） 分娩日（日语：いいお産の日）（） 皮革日（） \| 消费者中心开设纪念日（） \| 电报日（） 杂志广告日（） \| 相親日（） 公寓纪念日（） \| 火鍋日（） 智惠日（） 國有財產日（） \| \| 8 \| 9 \| 10 \| 11 \| 12 \| 13 \| 14 \| \| 刀刃日（日语：刃物の日）（） 锅炉日（） 世界都市计划日（日语：世界都市計画の日）（） 好牙齒日（日语：いい歯の日）（） 捆扎日（） 好胸日（） \| 119號碼日（日语：119番の日）（） 通风日（） 阳历应用纪念日（） 牙齦日（） \| 電梯日（） 护手霜纪念日（） 技能日（） 电线埋入地下纪念日（） \| 兽医日（） 寶石日（） 足球日（） 袜子日（） 电池日（） 布线工具日（） 烟囱日（） 木屐日（） 摺紙日（） 鮭魚日（） 乾酪日（） 豆芽日（） 花生日（） 烤米棒日（） 百奇与百力滋日（） 长期照护日（） 镜面日（） 美甲日（） 哈氏異康吉鰻日（） \| 皮肤日（） \| 漆日（） 問候日（） \| 弹珠日（） 医师感谢日（） \| \| 15 \| 16 \| 17 \| 18 \| 19 \| 20 \| 21 \| \| 和服日（） 魚糕日（） 海帶日（日语：こんぶの日）（） 遗嘱日（日语：いい遺言の日）（） \| 幼稚園日（） \| 将棋日（日语：将棋の日）（） 蓮藕日（） 职业棒球选秀纪念日（） \| SKB箱子日[註 23]（） 土木日（） 音乐著作权日（） \| 护学日（）[註 24] 農業協同組合纪念日（） \| 毛皮日（） 酒店日（） 披萨日（） \| 炸雞日（） 伊布日（） \| \| 22 \| 23 \| 24 \| 25 \| 26 \| 27 \| 28 \| \| 感谢宠物日（） 夫妻和睦日（） 鈕扣日（） 迴轉壽司紀念日（） 木匠日（） 超讚雙馬尾日（） \| 職業足球聯賽日（） 游戏日（） 牡蛎日（） 在外就餐日（） 手套日（） 劳逸结合日（日语：ワーク・ライフ・バランスの日）（） \| 鰹魚乾日（） \| OL日（）[註 25] 高清电视日（） \| 鋼筆日（） 浴场日（） \| 鲫鱼日（） \| 稅關纪念日（） \| \| 29 \| 30 \| 注：本月的立冬日是可可日。 \| 注：本月的立冬日是可可日。 \| 注：本月的立冬日是可可日。 \| 注：本月的立冬日是可可日。 \| 注：本月的立冬日是可可日。 \| \| 議會设立纪念日（） 服装日（） 肉日（） \| 照相機日（） 镜面日（） \| 注：本月的立冬日是可可日。 \| 注：本月的立冬日是可可日。 \| 注：本月的立冬日是可可日。 \| 注：本月的立冬日是可可日。 \| 注：本月的立冬日是可可日。 \| |                                                                                   |                                                                     | |                                   |                                  |                                      |
| 1 | 2                                                                                 | 3                                                                   | 4 | 5                                 | 6                                | 7                                    |
| 犬日（） 红茶日（） 玄米茶日（） 泡盛日（） 寿司日（） 地毯日（） [燈台纪念日（） 度量纪念日（） 盲文纪念日（） 自卫队纪念日（） 古典日（） 肉腸日（） | 阪神虎纪念日（） 连裤袜日（）                                                     | 文具日（） 唱片日（） 手絹日（） 哥斯拉日（） 分娩日（） 皮革日（） | 消费者中心开设纪念日（） | 电报日（） 杂志广告日（）         | 相親日（） 公寓纪念日（）        | 火鍋日（） 智惠日（） 國有財產日（） |
| 8 | 9                                                                                 | 10                                                                  | 11 | 12                                | 13                               | 14                                   |
| 刀刃日（） 锅炉日（） 世界都市计划日（） 好牙齒日（） 捆扎日（） 好胸日（） | 119號碼日（） 通风日（） 阳历应用纪念日（） 牙齦日（）                            | 電梯日（） 护手霜纪念日（） 技能日（） 电线埋入地下纪念日（）       | 兽医日（） 寶石日（） 足球日（） 袜子日（） 电池日（） 布线工具日（） 烟囱日（） 木屐日（） 摺紙日（） 鮭魚日（） 乾酪日（） 豆芽日（） 花生日（） 烤米棒日（） 百奇与百力滋日（） 长期照护日（） 镜面日（） 美甲日（） 哈氏異康吉鰻日（） | 皮肤日（）                        | 漆日（） 問候日（）              | 弹珠日（） 医师感谢日（）            |
| 15 | 16                                                                                | 17                                                                  | 18 | 19                                | 20                               | 21                                   |
| 和服日（） 魚糕日（） 海帶日（） 遗嘱日（） | 幼稚園日（）                                                                      | 将棋日（） 蓮藕日（） 职业棒球选秀纪念日（）                        | SKB箱子日（） 土木日（） 音乐著作权日（） | 护学日（） 農業協同組合纪念日（） | 毛皮日（） 酒店日（） 披萨日（） | 炸雞日（） 伊布日（）                |
| 22 | 23                                                                                | 24                                                                  | 25 | 26                                | 27                               | 28                                   |
| 感谢宠物日（） 夫妻和睦日（） 鈕扣日（） 迴轉壽司紀念日（） 木匠日（） 超讚雙馬尾日（） | 職業足球聯賽日（） 游戏日（） 牡蛎日（） 在外就餐日（） 手套日（） 劳逸结合日（） | 鰹魚乾日（）                                                        | OL日（） 高清电视日（） | 鋼筆日（） 浴场日（）             | 鲫鱼日（）                       | 稅關纪念日（）                       |
| 29 | 30                                                                                | 注：本月的立冬日是可可日。                                          | 注：本月的立冬日是可可日。 | 注：本月的立冬日是可可日。        | 注：本月的立冬日是可可日。       | 注：本月的立冬日是可可日。           |
| 議會设立纪念日（） 服装日（） 肉日（） | 照相機日（） 镜面日（）                                                           | 注：本月的立冬日是可可日。                                          | 注：本月的立冬日是可可日。 | 注：本月的立冬日是可可日。        | 注：本月的立冬日是可可日。       | 注：本月的立冬日是可可日。           |

## 十二月份
| \| 1 \| 2 \| 3 \| 4 \| 5 \| 6 \| 7 \| \| 电影日（日语：映画の日） （） 钢铁日（） 怀炉日（） 世界艾滋病日（） \| \| 日历日（） 魔術日（） 妻子日（） 无绳电话日（） 个人出租车日（） 岩手水團（日语：ひっつみ）日[註 26]（） \| E.T.外星人日（） \| \| 姐姐日（） 声音日（日语：音の日）（） \| 圣诞树日（） \| \| 8 \| 9 \| 10 \| 11 \| 12 \| 13 \| 14 \| \| 太平洋战争开战纪念日（） \| 身心障礙人士日（日语：障害者の日）（） \| 道歉日（） \| 探戈日（） 消化道日（） \| 棒球投捕搭档日（） 汉字日（） \| 双胞胎定义日[註 27]（） 维生素日（） \| 面条日（） \| \| 15 \| 16 \| 17 \| 18 \| 19 \| 20 \| 21 \| \| 觀光巴士日（） \| 电话日（） 纸纪念日（） \| 飞机日（） \| 東京站纪念日（） \| 首飞纪念日（日语：紙の記念日）（） \| 空棘鱼日（） 雾笛日（）[註 28] \| 异地恋日（） 篮球日（日语：バスケットボールの日）（） \| \| 22 \| 23 \| 24 \| 25 \| 26 \| 27 \| 28 \| \| 《勞動組合法（日语：劳动组合法）》制定纪念日（） \| 电话卡日（） \| 学校供餐纪念日（日语：労働組合法制定記念日）（） \| 滑冰日（） \| 职业棒球创立日（） 雪印日（） \| 淺草寺商店日（） \| 唱片騎師日（） 体检日（） 電影攝影機日（） \| \| 29 \| 30 \| 31 \| 注：本月的冬至日也是烛光之夜日。 \| 注：本月的冬至日也是烛光之夜日。 \| 注：本月的冬至日也是烛光之夜日。 \| 注：本月的冬至日也是烛光之夜日。 \| \| 香颂日（） 清水隧道通车纪念日（） \| 地鐵纪念日（） \| \| 注：本月的冬至日也是烛光之夜日。 \| 注：本月的冬至日也是烛光之夜日。 \| 注：本月的冬至日也是烛光之夜日。 \| 注：本月的冬至日也是烛光之夜日。 \| |                         |                                                                                 |                                  |                                  |                                  |                                            |
| 1 | 2                       | 3                                                                               | 4                                | 5                                | 6                                | 7                                          |
| 电影日 （） 钢铁日（） 怀炉日（） 世界艾滋病日（） |                         | 日历日（） 魔術日（） 妻子日（） 无绳电话日（） 个人出租车日（） 岩手水團日（） | E.T.外星人日（）                 |                                  | 姐姐日（） 声音日（）            | 圣诞树日（）                               |
| 8 | 9                       | 10                                                                              | 11                               | 12                               | 13                               | 14                                         |
| 太平洋战争开战纪念日（） | 身心障礙人士日（）      | 道歉日（）                                                                      | 探戈日（） 消化道日（）          | 棒球投捕搭档日（） 汉字日（）    | 双胞胎定义日（） 维生素日（）    | 面条日（）                                 |
| 15 | 16                      | 17                                                                              | 18                               | 19                               | 20                               | 21                                         |
| 觀光巴士日（） | 电话日（） 纸纪念日（） | 飞机日（）                                                                      | 東京站纪念日（）                 | 首飞纪念日（）                   | 空棘鱼日（） 雾笛日（）          | 异地恋日（） 篮球日（）                    |
| 22 | 23                      | 24                                                                              | 25                               | 26                               | 27                               | 28                                         |
| 《勞動組合法》制定纪念日（） | 电话卡日（）            | 学校供餐纪念日（）                                                              | 滑冰日（）                       | 职业棒球创立日（） 雪印日（）    | 淺草寺商店日（）                 | 唱片騎師日（） 体检日（） 電影攝影機日（） |
| 29 | 30                      | 31                                                                              | 注：本月的冬至日也是烛光之夜日。 | 注：本月的冬至日也是烛光之夜日。 | 注：本月的冬至日也是烛光之夜日。 | 注：本月的冬至日也是烛光之夜日。           |
| 香颂日（） 清水隧道通车纪念日（） | 地鐵纪念日（）          |                                                                                 | 注：本月的冬至日也是烛光之夜日。 | 注：本月的冬至日也是烛光之夜日。 | 注：本月的冬至日也是烛光之夜日。 | 注：本月的冬至日也是烛光之夜日。           |